# Farariana
Farariana är en ort i Madagaskar. Den ligger i den centrala delen av landet, 17 km öster om huvudstaden Antananarivo. Farariana ligger 1 377 meter över havet och antalet invånare är 300.
Terrängen runt Farariana är varierad. Runt Farariana är det ganska tätbefolkat, med 108 invånare per kvadratkilometer. Närmaste större samhälle är Antananarivo, 17,2 km väster om Farariana. Omgivningarna runt Farariana är en mosaik av jordbruksmark och naturlig växtlighet.